# Église Sainte-Croix de Berlin-Wilmersdorf

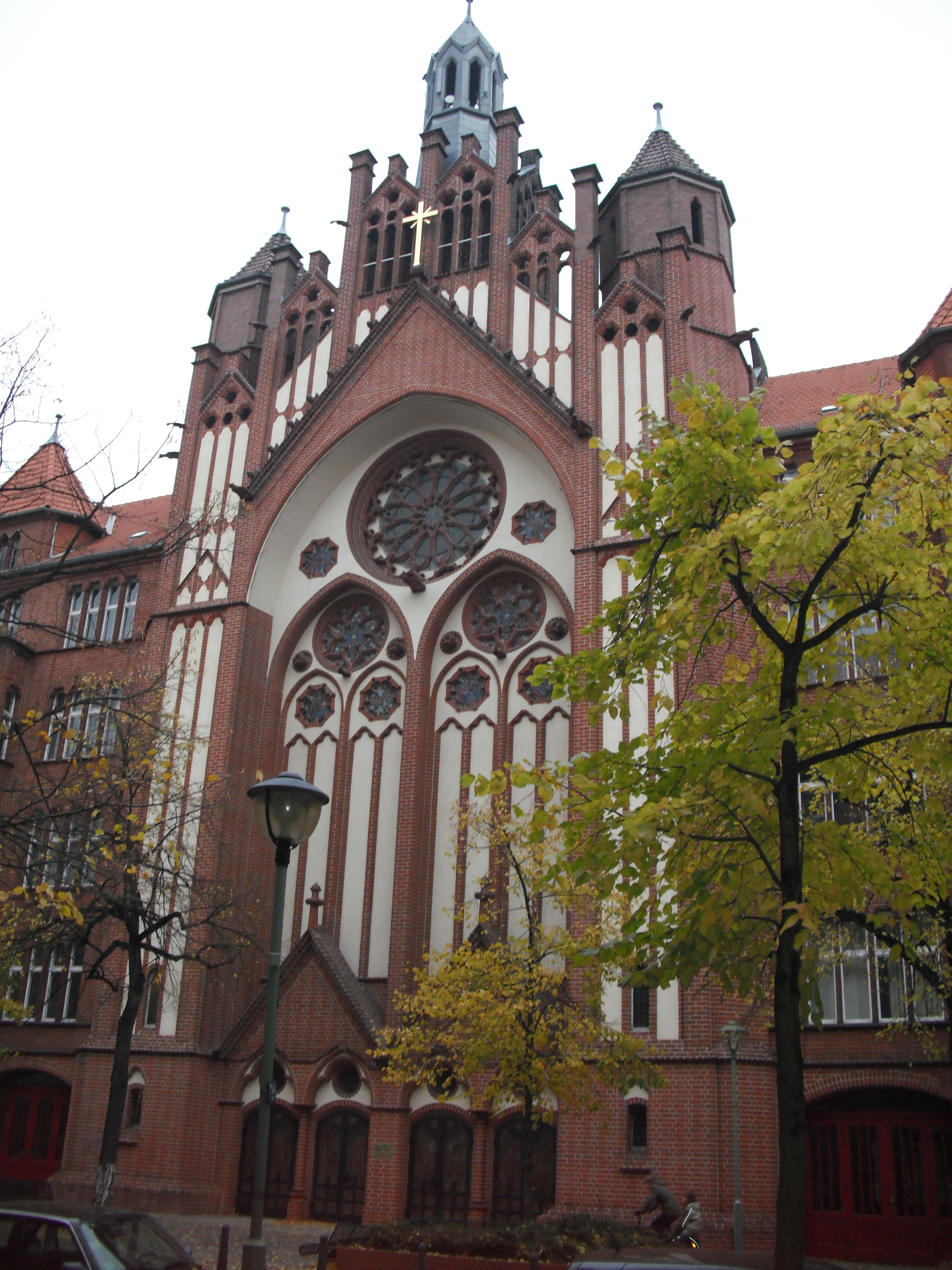
Façade de l'église

Pour les articles homonymes, voir Église de la Sainte-Croix.
L'église Sainte-Croix de Berlin-Wilmersdorf (Heilig-Kreuz-Kirche) est une église catholique de Berlin située dans le quartier de Wilmersdorf. Elle dépend de l'archidiocèse de Berlin. Cette église en briques d'architecture Jugendstil avec des éléments néogothiques, bâtie en 1910-1912 d'après les plans de Max Hasak (de), a été construite, selon les dispositions de l'impératrice Augusta-Victoria, en ligne avec les façades des immeubles du côté nord de la Hildegardstraße. C'est un édifice classé.

## Historique
Il n'existait aux alentours au début du XXe siècle qu'une église catholique récente, l'église Saint-Louis, au sud de Wilmersdorf, alors en pleine expansion. Cette paroisse finance la construction d'un second lieu de culte dont la première pierre est posée en 1911 et bénite par le délégué apostolique du Brandebourg et de Poméranie (dont dépendait alors Berlin), Mgr Carl Kleineidam (de). Le prince-évêque de Breslau, Mgr Georg von Kopp, consacre la nouvelle église onze mois plus tard, sous le vocable de la Sainte Croix, le 12 mai 1912. Elle prend son indépendance par rapport à la paroisse Saint-Louis en 1921, devenant paroisse à part entière.

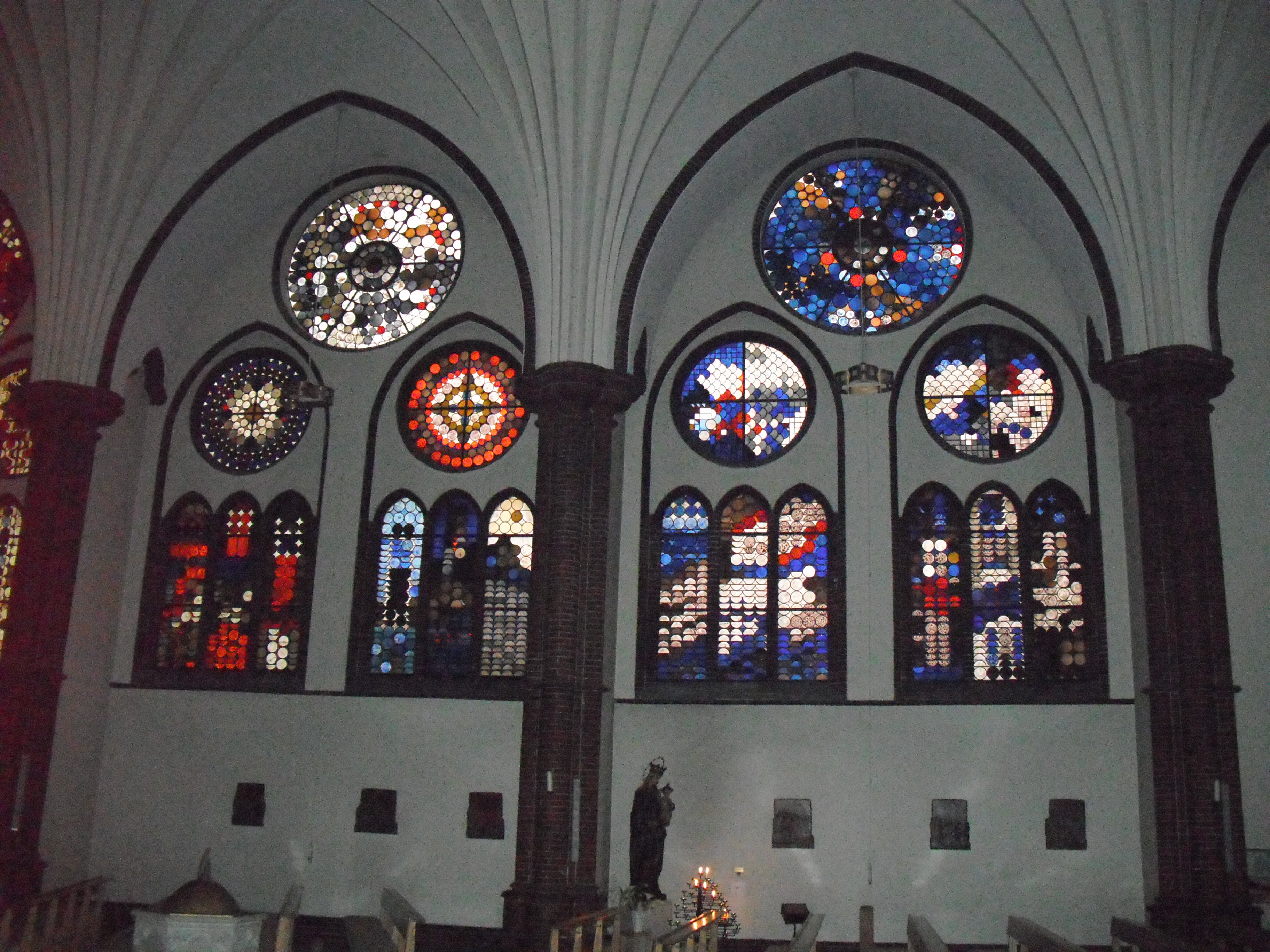
Les vitraux modernes, réalisés par Paul Corazolla.

L'édifice est gravement endommagé par les bombardements de la fin de la Seconde Guerre mondiale. Elle est restaurée jusqu'en 1959. Les nouvelles normes liturgiques postconciliaires imposent une transformation intérieure, menée par l'architecte Felix Fähnrich en 1973. L'ancien maître-autel disparaît, remplacé par un autel en forme de bloc de grès, décoré sur son côté face au peuple d'un pélican, symbole de la Résurrection. Il renferme les reliques de l'ancien autel, de saint Placide et de sainte Pia.
L'orgue actuel date de 1927 (béni par le futur bienheureux Bernhard Lichtenberg) avec des aménagements en 1946 et 1963 et une reconstruction en 1973, selon la vogue néobaroque. Une autre restauration intervient en 2001-2002, pour retrouver le mieux possible le style qui était le sien en 1927.
L'église dispose de trois cloches modernes (les deux précédentes ayant été fondues pour cause de guerre, et la troisième survivante ne sonnant plus), baptisées saint Thomas (2 500 kg), tonalité en do, sainte Antonie (1 500 kg), mi dièse, et saint Charles Borromée (1 000 kg) en fa.
La paroisse Sainte-Croix a fusionné en 2009 avec la paroisse de l'église de Immaculée-Conception, pour former la nouvelle paroisse Maria unter dem Kreuz, dont l'église est devenue église-filiale. Elle accueille depuis 2010 la communauté catholique italienne de Berlin.
Elle gère et possède le dispensaire Sankt-Gertrauden-Krankenhaus depuis 1930.